# ألكسندر ليكاتا
ألكسندر ليكاتا (بالفرنسية: Alexandre Licata)‏ (مواليد 2 يناير 1984 في غرونوبل - فرنسا) لاعب كرة قدم فرنسي يلعب حاليا لصالح نادي الدرجة الأولى أوكسير الفرنسي منذ 2009 في مركز الوسط المهاجم .

## روابط خارجية
- ألكسندر ليكاتا على موقع رابطة كرة القدم الفرنسية للمحترفين (الإنجليزية)
- ألكسندر ليكاتا على موقع قاعدة بيانات كرة القدم.إي يو (الإنجليزية)
- ألكسندر ليكاتا على موقع ليكيب (الفرنسية)